# Zootrophion
Zootrophion – rodzaj roślin z rodziny storczykowatych (Orchidaceae). Obejmuje 32 gatunki. Są to epifity o twardych liściach, owalno-jajowatych, do okrągłych i ostro zakończonych. Kwiaty pojedyncze. Rośliny z tego rodzaju występują w mglistych lasach tropikalnych w górach na wysokościach do 2100 m. Rosną we wschodniej i południowo-wschodniej Brazylii, na Kubie, Dominikanie, Haiti, Jamajce, w Kostaryce, Panamie, Boliwii, Kolumbii, Ekwadorze oraz Peru.

## Systematyka
Rodzaj sklasyfikowany do podplemienia Pleurothallidinae w plemieniu Epidendreae, podrodzina epidendronowe (Epidendroideae), rodzina storczykowate (Orchidaceae), rząd szparagowce (Asparagales) w obrębie roślin jednoliściennych.
Wykaz gatunków
- Zootrophion aguirrei P.Ortiz
- Zootrophion alvaroi (Garay) Luer
- Zootrophion antioquianum Uribe Vélez & Sauleda
- Zootrophion argus (Kraenzl.) Luer
- Zootrophion atropurpureum (Lindl.) Luer
- Zootrophion beloglottis (Schltr.) Luer
- Zootrophion dayanum (Rchb.f.) Luer
- Zootrophion disciformis Vierling
- Zootrophion dodsonii (Luer) Luer
- Zootrophion eburneum Rysy
- Zootrophion endresianum (Kraenzl.) Luer
- Zootrophion erlangense Roeth & Rysy
- Zootrophion fenestratum (Lindl. ex Hook.) Rysy
- Zootrophion fritzwalteri Vierling
- Zootrophion gracilentum (Rchb.f.) Luer
- Zootrophion griffin Luer
- Zootrophion hirtzii Luer
- Zootrophion hypodiscus (Rchb.f.) Luer
- Zootrophion ildephonsi P.Ortiz
- Zootrophion lappaceum Luer & R.Escobar
- Zootrophion leonii D.E.Benn. & Christenson
- Zootrophion machaqway A.Doucette & J.Portilla
- Zootrophion muliebre Vierling
- Zootrophion niveum Luer & Hirtz
- Zootrophion oblongifolium (Rolfe) Luer
- Zootrophion serpentinum Luer
- Zootrophion trivalve (Luer & R.Escobar) Luer
- Zootrophion vasquezii Luer
- Zootrophion virginalis Vierling
- Zootrophion vulturiceps (Luer) Luer
- Zootrophion williamsii Luer
- Zootrophion ximenae (Luer & Hirtz) Pfahl